# Bănești
Bănești es una localidad de Moldavia en el distrito (Raión) de Telenești.

## Geografía
Se encuentra a una altitud de 59 m s. n. m. a 90 km de la capital nacional, Chisináu.

## Demografía
En el censo 2014 el total de población de la localidad fue de 3109 habitantes.